# Ellersbach (Lindlar)
Die Ortschaft Ellersbach ist ein Ortsteil der Gemeinde Lindlar im Oberbergischen Kreis im Regierungsbezirk Köln in Nordrhein-Westfalen (Deutschland). 

## Lage und Beschreibung
Ellersbach liegt im westlichen Lindlar an der Landstraße L84 zwischen Waldbruch und Hohkeppel. Weitere Nachbarorte sind Oberhürholz, Oberbergscheid, Unterbergscheid, Kepplermühle, Vellingen, Schneppensiefen und Wurtscheid.

## Geschichte
1534 wurde der Ort das erste Mal im Bruderschaftsbuch der Marienbruderschaft urkundlich erwähnt. Schreibweise der Erstnennung: Ellersbach.
Aus der Charte des Herzogthums Berg des Carl Friedrich von Wiebeking von 1789 geht hervor, dass der Ortsbereich zu dieser Zeit Teil der Honschaft Stolzenbach im Kirchspiel Lindlar im bergischen Amt Steinbach war.
Die Preußische Uraufnahme von 1840 zeigt den Wohnplatz unter dem Namen Ellersbach. Ab der Preußischen Neuaufnahme von 1894/96 ist der Ort auf Messtischblättern regelmäßig als Ellersbach verzeichnet.
1822 lebten 19 Menschen im als Hof kategorisierten Ort, der nach dem Zusammenbruch der napoleonischen Administration und deren Ablösung zur Bürgermeisterei Lindlar im Kreis Wipperfürth gehörte. Für das Jahr 1830 werden für den als Ellersbach bezeichneten Ort 19 Einwohner angegeben. Der 1845 laut der Uebersicht des Regierungs-Bezirks Cöln als Hof kategorisierte Ort besaß zu dieser Zeit drei Wohngebäude mit 24 Einwohnern, alle katholischen Bekenntnisses.
Die Gemeinde- und Gutbezirksstatistik der Rheinprovinz führt Ellersbach 1871 mit vier Wohnhäusern und 18 Einwohnern auf. Im Gemeindelexikon für die Provinz Rheinland von 1888 werden für Ellersbach vier Wohnhäuser mit 24 Einwohnern angegeben. 1895 besitzt der Ort vier Wohnhäuser mit 14 Einwohnern, 1905 werden fünf Wohnhäuser und 24 Einwohner angegeben.
1932 sollten die Ortschaften Unterheiligenhoven, Klespe, Berg, Stolzenbach, Ellersbach und Wüstenhof von der Elektrizitätsgenossenschaft Overath mit Strom versorgt werden, so der Ratsbeschluss des Gemeinderates der Gemeinde Lindlar.
2007 hat Ellersbach über 40 Einwohner, wozu auch das große Kinderhaus gehört.

## Busverbindungen
Die nächsten Haltestellen sind in Waldbruch und Vellingen. 